# جاستن توماس
جاستن توماس (بالإنجليزية: Justin Thomas)‏ هو لاعب غولف أمريكي، ولد في 29 أبريل 1993 في لويفيل في الولايات المتحدة.

## وصلات خارجية
- الموقع الرسمي
- جاستن توماس على موقع رابطة لاعبي الغولف المحترفين (الإنجليزية)
- جاستن توماس على موقع رابطة اليابان للاعبي الغولف المحترفين (الإنجليزية)
- جاستن توماس على موقع التصنيف العالمي الرسمي للغولف (الإنجليزية)
- جاستن توماس على موقع اللجنة الأولمبية الدولية (الإنجليزية)
- جاستن توماس على موقع أوليمبيديا (الإنجليزية)
- جاستن توماس على موقع اللجنة الأولمبية والبارالمبية الأمريكية (الإنجليزية)
- جاستن توماس على موقع الموسوعة البريطانية (الإنجليزية)